# Kinnared sogn
Kinnared sogn i Halland var en del af Halmstad herred. Kinnared distrikt dækker det samme område og er en del af Hylte kommun. Sognets areal var 29,17 kvadratkilometer, heraf land 28,78. I 2020 havde distriktet 441 indbyggere. Landsbyen Kinnared ligger i sognet.
Navnet (1298 Kynnariuth) er det dannet to deler. Den første del et ord "kinn", der betyder bjergside, skråning. Den sidste del er ryd, fra rydning Befolkningen steg fra 1810 (306 indbyggere) till 1950 (671 indbyggere). Siden da er befolkningen faldet.